# Шикхара

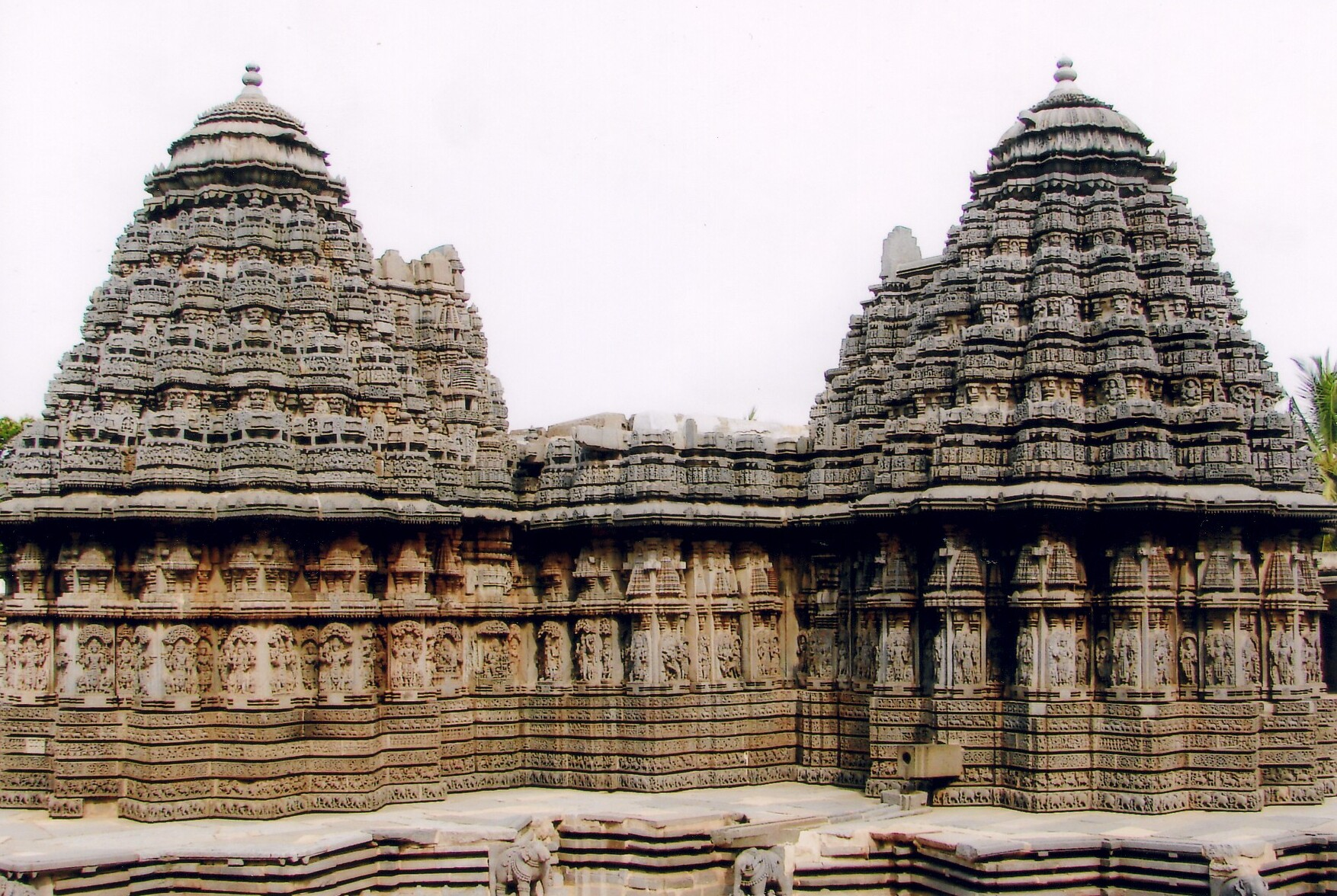
Шикхары Храма Кешавы в Соманатхапуре.

Шикхара (хинди शिखर, IAST: Śikhara «горная вершина») — вид индуистской храмовой архитектуры. Визуализация горы Меру. Характерна для архитектуры Северной Индии.

## Описание
На севере Индии шикхара — это пирамидальная башня, возвышающаяся над основной, самой священной частью храма, в которой установлен алтарь с главными мурти. Южноиндийским эквивалентом шикхары выступает вимана (не следует путать с гопурам). Существует несколько стилей шикхары, самыми распространёнными из которых являются дравидский стиль (распространённый в Южной Индии) и нагар, преобладающий в остальной части Индийского субконтинента. При этом для дравидского стиля характерно использование богатой, изысканной резьбы. Древние мастера по углам нагарской шикхары, с целью подчеркнуть стрельчатую форму надстройки храма и вертикальную направленность святилища, возводили её уменьшенные копии — ангашикхары (урушринги).